# Kinek az ég alatt már senkije sincsen
A Kinek az ég alatt már senkije sincsen című színdarab Arany János életéről szól, ősbemutatója a Debreceni Csokonai Színházban volt 2017. március 16-án. A darabot Vecsei H. Miklós írta, az ősbemutató rendezője ifj. Vidnyánszky Attila volt. A következő évadban ifj. Vidnyánszky Attila a Pesti Színházban is megrendezte az előadást, annak a bemutatója 2018 május 9-én volt. Gyöngyösi Zoltán az egyetlen színész, aki mindkét előadásban szerepelt.

## A Pesti Színház előadásának szereplői és alkotói
- Tanú / Öregember: Hegedűs D. Géza
- Megyeri Sára /Ercsey Julianna/Desdemona: Szilágyi Csenge
- Arany György/Latinovits Zoltán/Petőfi Sándor: Wunderlich József
- János /Csokonai Vitéz Mihály/Madách Imre: Zoltán Áron
- Másik Tanú /Sárváry Pál/Fáncsy Lajos/Gyulai Pál: Csapó Attila
- Beczkes Józsi /Kemény Zsigmond: Tóth András
- Arany szomszédja/Arany János/Szákfy József: Gyöngyösi Zoltán
- Egyik Tanú/Imre Sándor/Eötvös József: Reider Péter
- Julianna: Antóci Dorottya
- Juliska: Rudolf Szonja
- Fiatal Arany: Dino Benjamin
- Arany/Mihó Laci/Pákh: Ertl Zsombor
- Gyerek Arany: Mátyus Károly
- Lantay János: Ökrös Olivér
- Arany László: Maksi Marcell / Chater Áron
- Zenei kíséret: Kovács Adrián / Mester Dávid
- Látvány: Vecsei Kinga Réta
- Koreográfus: Berecz István
- Zene: Kovács Adrián
- Dramaturg: Vecsei H. Miklós
- A rendező munkatársa: Szládek Kata
- Rendező: Ifj. Vidnyánszky Attila
- Ügyelő: Eperjesi Anikó
- Súgó: Ádám Dorottya
- Hang: Chudák Róbert
- Világítás: Hlinka Mónika
- Szcenika: Juhász Zoltán

## A Csokonai Színház előadásának szereplői és alkotói
- Szakács Hajnalka
- Kiss Diána
- Kiss Gergely Máté
- Janka Barnabás
- Szabó Sebestyén László m. v.
- Gyöngyösi Zoltán m. v.
- Dóra Béla m v.
- Bolla Bence József
- Juhász Kristóf
- Kiss Domonkos Mátyás
- Mészáros Gábor
- Molnár András
- Szécsi Bence
- Tar Dániel
- Zenei kíséret: Kovács Adrián
- Látvány: Vecsei Kinga Réta
- Koreográfus: Berecz István
- Zene: Kovács Adrián
- Dramaturg: Vecsei H. Miklós
- A rendező munkatársa: Homonna Nóra
- Rendező: Ifj. Vidnyánszky Attila
- Ügyelő: Kató Anikó
- Súgó: Menich Éva